# Escleractinis
Els escleractinis (Scleractinia) són un ordre d'antozous hexacoral·lis, exclusivament marins, proveïts d'esquelet dur i massiu, per la qual cosa es denominen coralls de pedra o coralls durs. Molts dels esculls de corall estan formats per escleractinis.
Moltes espècies fan colònies de corall en aigües tropicals somes; són els principals formadors d'escull coral·lins del món. Però també n'hi ha de solitaris que no fan esculls. D'altres viuen en aigües temperades o polars o per sota de la zona fòtica fins a 6.000 metres per sota de la superfície.

## Anatomia
Poden ser solitaris o colonials. La majoria tenen pòlips molt petits (1 a 3 mm) però alguns de solitaris poden fer 25 cm. Les colònies poden tenir una mida considerable amb un gran nombre de pòlips individuals.
En una colònia de escleractinis, la reproducció asexual repetida dels pòlips forma colònies interconnectades, també hi ha casos de fusió de colònies.
L'esquelet dels escleractinis és extern als pòlips i està compost de carbonat de calci en forma d'aragonita. Tanmateix un escleractini fòssil (Coelosimilia) no tenia aragonita a l'esquelet. L'estructura és lleugera i porosa no tan sòlida com la dels coralls rugosos.

## Classificació
Les primeres classificacions feien servir les característiques anatòmiques dels pòlips i després dels esquelets.
Amb l'arribada de les tècniques moleculars van aparèixer noves hipòtesis sobre la seva filogènia. Es van canviar els subordres. Es va considerar com un grup monofilètic però dividits en dos grups.

## Galeria

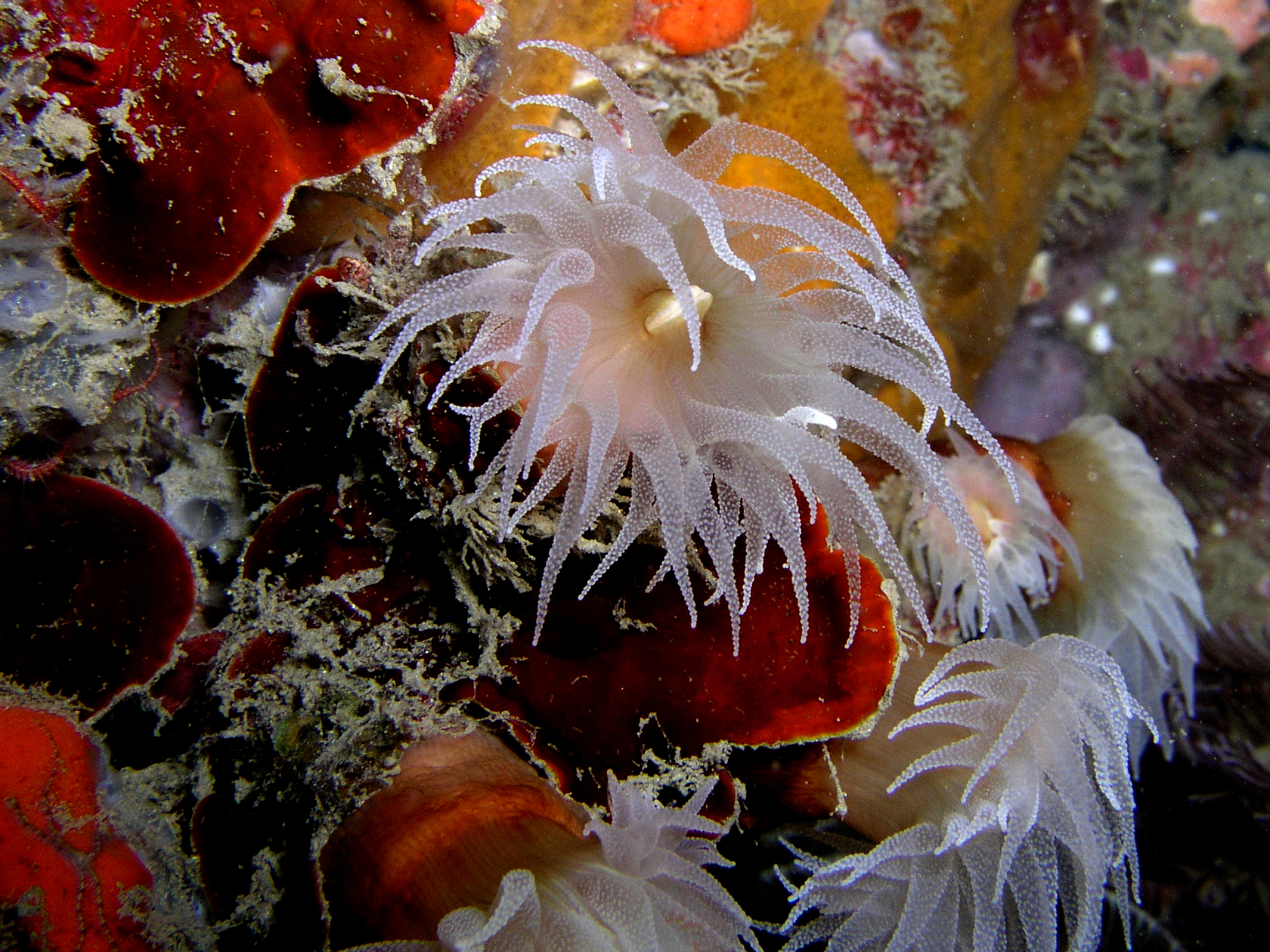
Tubastrea, de Timor Est